# Eonju (métro de Séoul)
Eonju (en coréen : 언주역) est une station, de passage, de la ligne 9 du métro de Séoul. Elle est située, 279-165 Nonhyeon-dong, dans l'arrondissement de Gangnam-gu, à Séoul en Corée du Sud.
Ouverte en 2015, comme station de passage de la ligne 9, elle est desservie par les rames omnibus qui circulent sur la ligne.

## Situation sur le réseau

Plan du réseau (2023)

La station de passage Eonju de la ligne 9 du métro de Séoul, est situé entre la station Sinnonhyeon, en direction du terminus nord/ouest Gaehwa, et la station Seonjeongneung, en direction du terminus sud/est VHS Medical Center.

## Histoire
La station de passage Eonju, de la ligne 9, est mise en service lors d'un prolongement de la ligne, lors du prolongement de La ligne 9 de Sinnonhyeon à Complex Sportif, le 28 mars 2015.

## Services aux voyageurs

### Accès et accueil
La station dispose de huit accès numérotés 1 à 8. Elle est organisée sur cinq niveaux souterrains reliés par des escaliers et des ascenseurs. Elle est équipée d'automates notamment pour l'achat titres de transport.

### Desserte
Eonju est desservie par les rames omnibus de la ligne 9 qui circulent sur cette ligne.

Installations
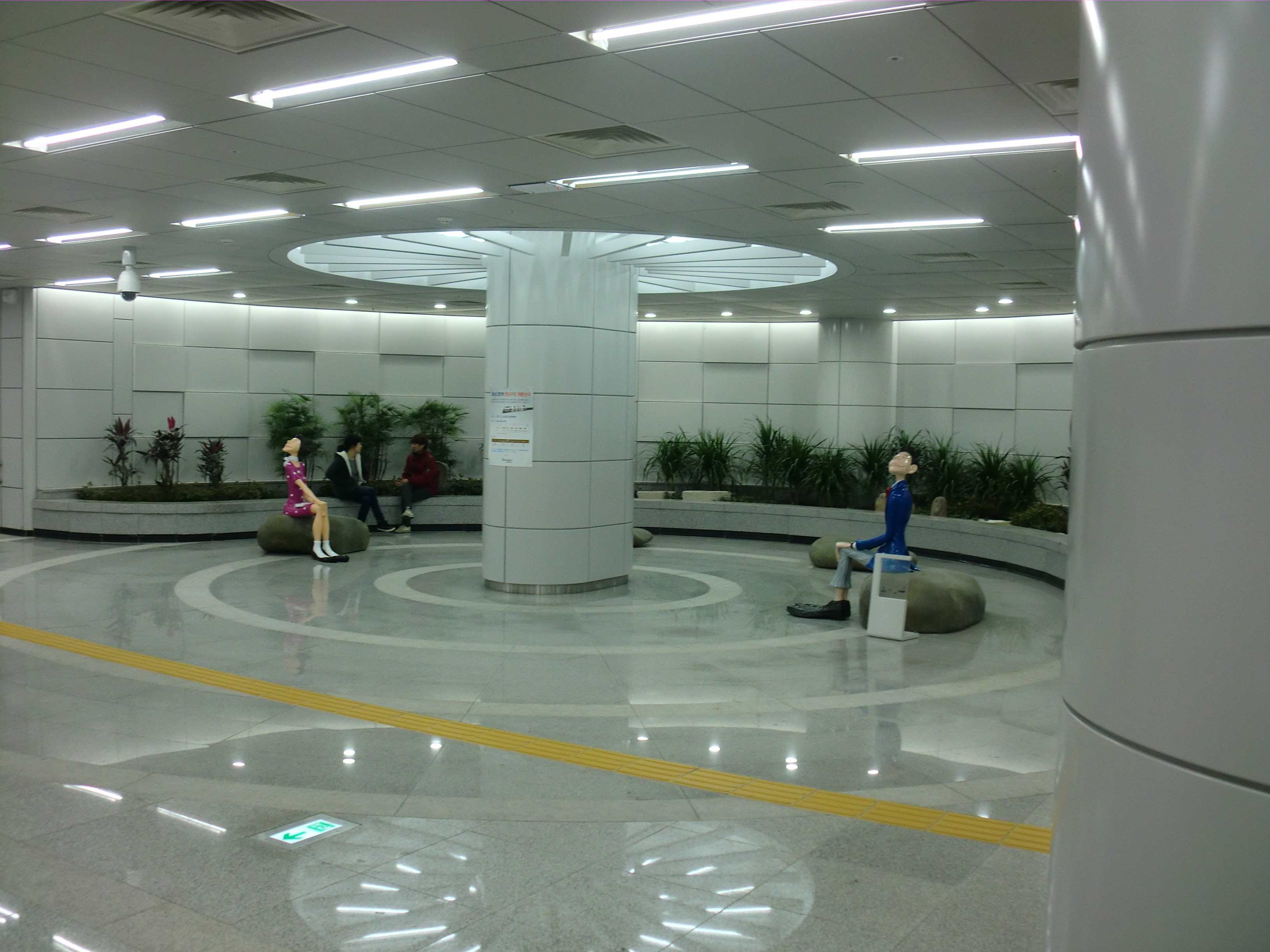
En 2015.
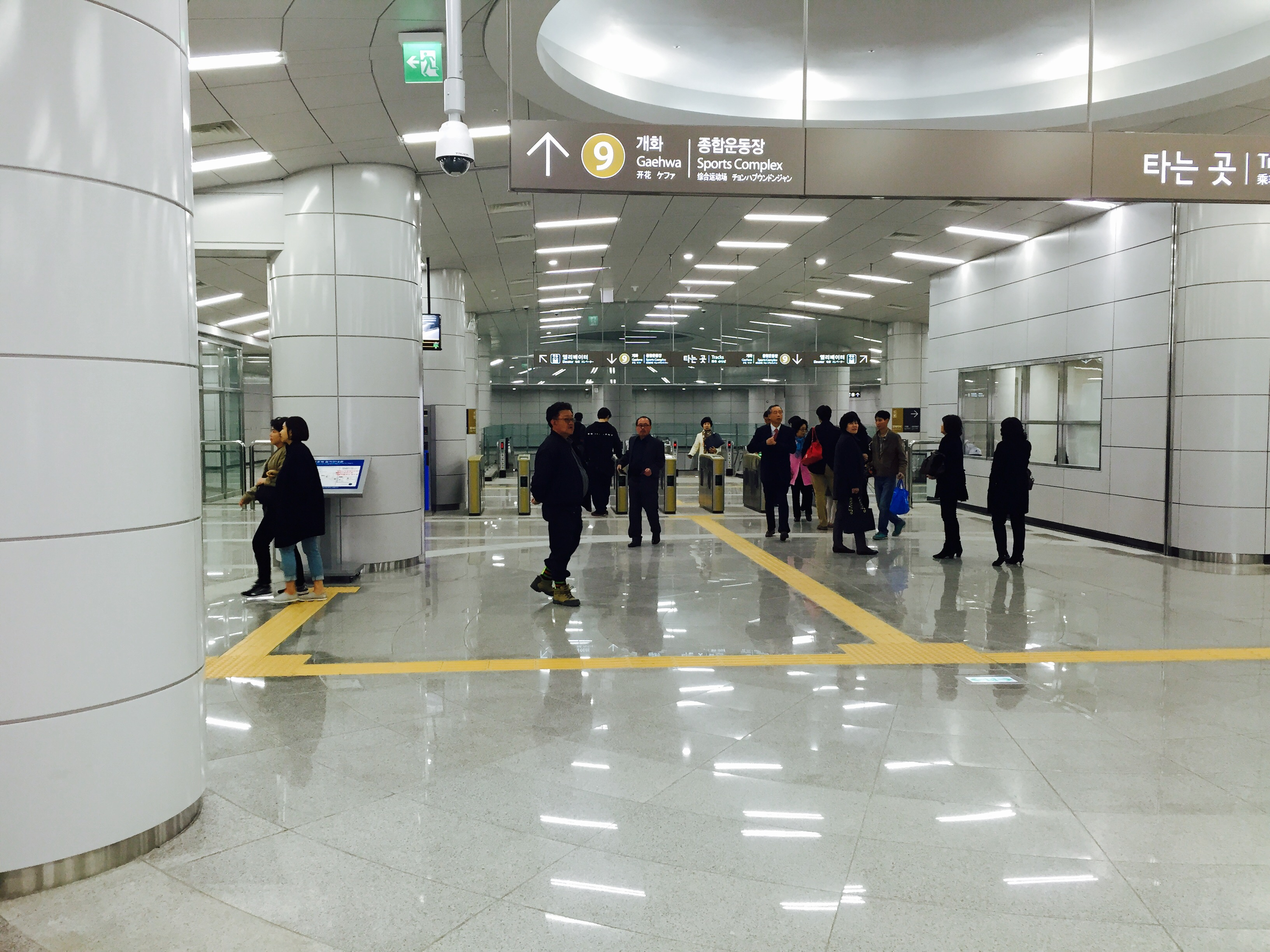
En 2015.
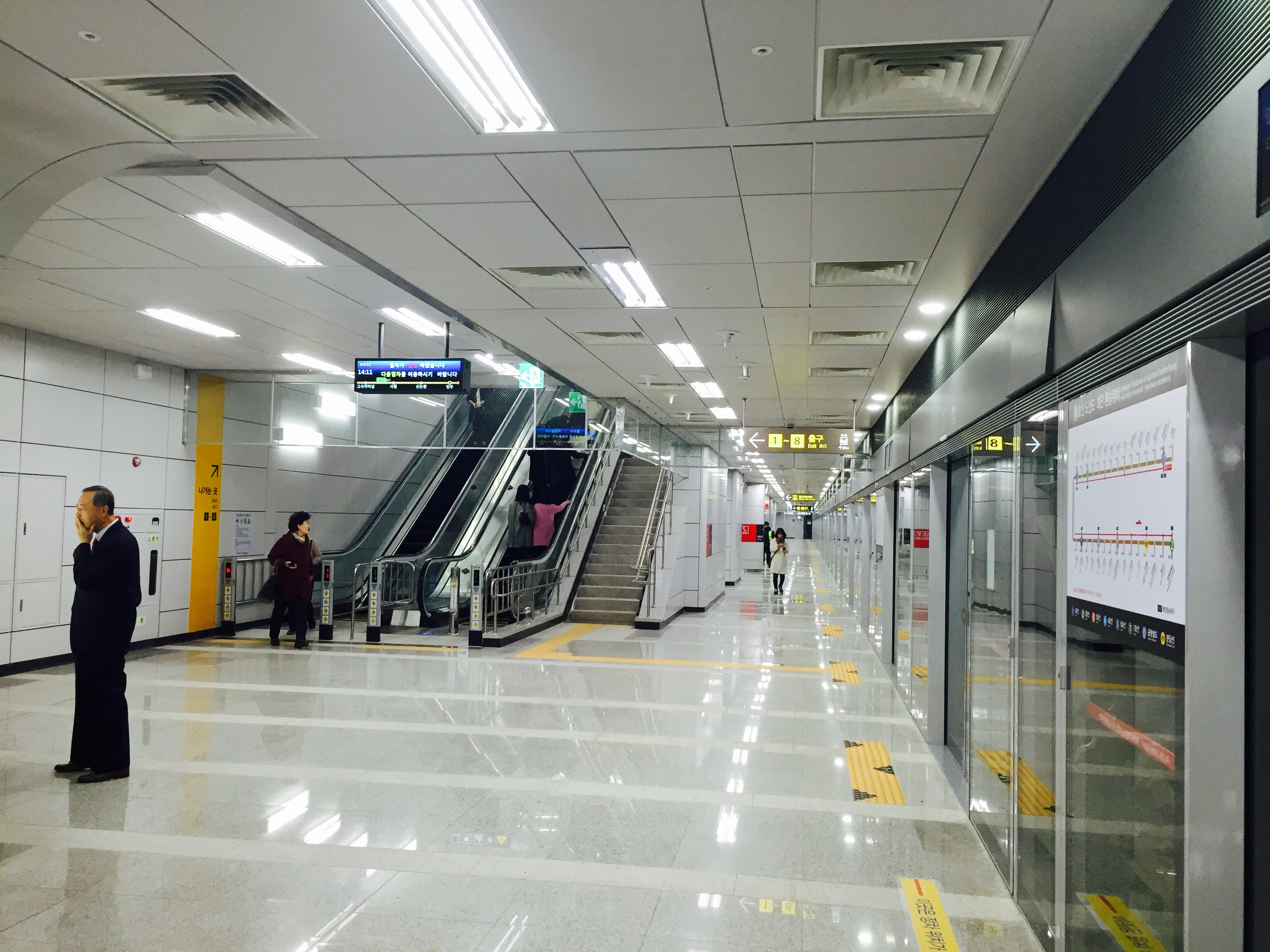
En 2015.

## À proximité
L'accès 6 permet d'accéder à l'hôpital Gangnam Cha.